# Marcali
Marcali je mesto na Madžarskem, ki upravno spada v podregijo Marcali Šomodske županije.